# نيوكسينتية
النيوكسينتية (الاسم العلمي:Niuksenitia) هي جنس منقرض من بيارميات وأشباهها الوحشية الوجه تنتمي إلى فصيلة البرنيتيات من البرمي المتأخر في روسيا. النوع النمطي هو النيوكسينتية السوكبونية وتمت تسميته في عام 1977.